# Piraic
Piraic (en grec antic: Πειραϊκός, Peiraikós; en llatí: Pīraeicus) va ser un pintor de l'antiga Grècia que va viure en època hel·lenística. Va destacar per ser pioner en el gènere riparogràfic (fr), interessat pel fet quotidià, ordinari i sòrdid.
Piraic és conegut per una referència de Plini el Vell (XXXV 10.37), qui diu que va destacar per pintar escenes de «barberies, sabateries, ases, menjars i coses semblants», motiu pel qual es va valer el renom de riparògraf (de ῥυπαρός, ryparós 'brut') o ropògraf (segons conjectura de Salmasius: de ῥῶπος, rōpos 'cosa de poca importància, menudesa'). Plini afegeix que, malgrat que l'objecte de les seves representacions sempre era de baixa categoria, les seves pintures eren molt valorades i es venien a preus molt alts.
Podria ser que Piraic aparegui esmentat en un vers de Properci, on el poeta diu que es dedicava a l'art de les coses petites; val a dir que molts de manuscrits no diuen «Piraic», ans «Parrasi», també pintor però de temàtica més noble.